# مؤسسة شاهين

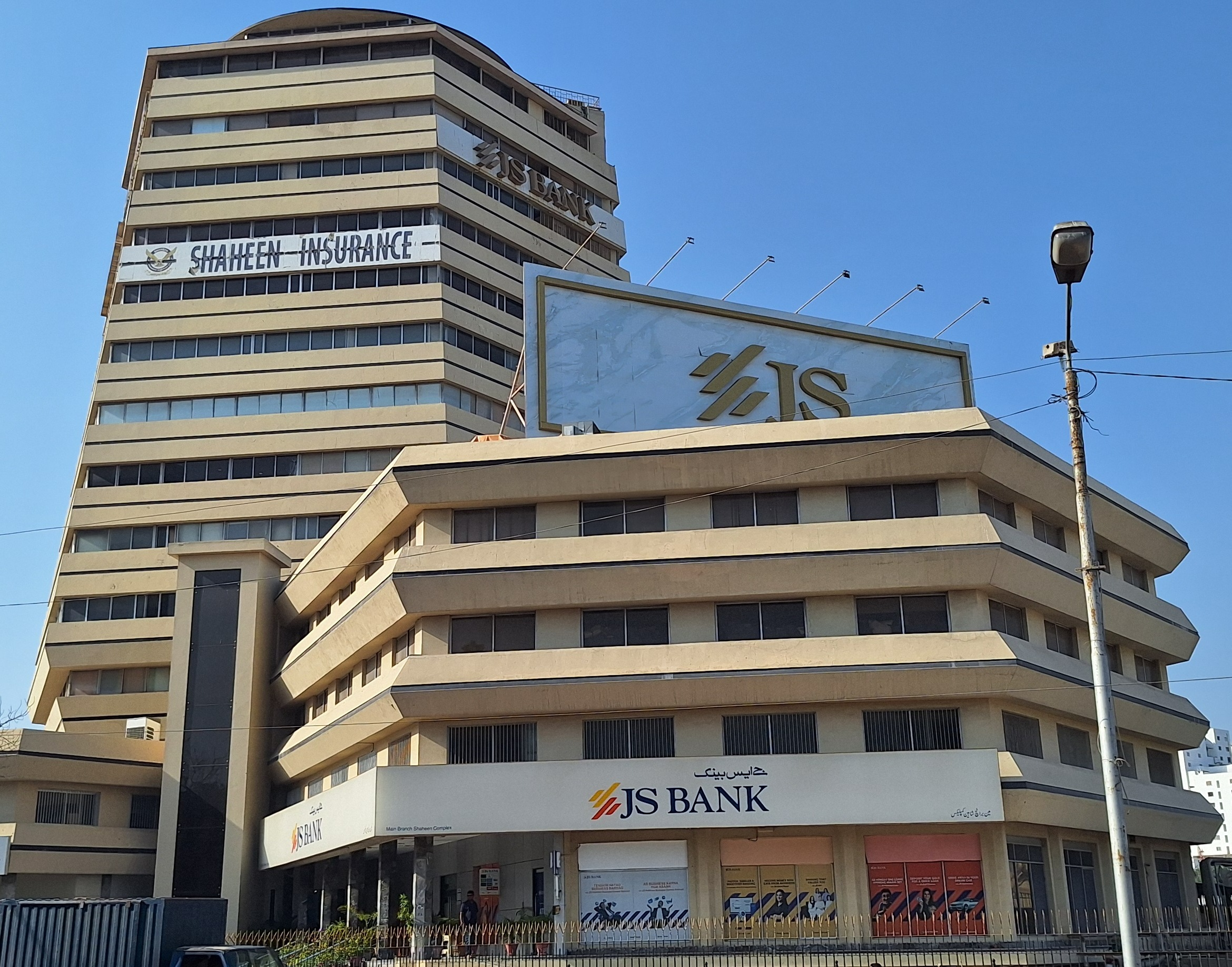
مجمع شاهين في كراتشي

مؤسسة شاهين (‎ur‏( shah-HEEN هي مؤسسة خيرية تابعة للقوات الجوية الباكستانية . تعمل مؤسسة شاهين على تشغيل العاملين المتقاعدين من القوات الجوية الباكستانية في قطاعات إقتصادية مختلفة تتراوح من التعليم إلى الطيران. 

## تاريخ المؤسسة
تأسست مؤسسة شاهين في عام 1977 م من قبل القوات الجوية الباكستانية بموجب قانون الأوقاف الخيرية لعام 1889 م، باستثمار أولي قدره 5 ملايين روبية، تم توفير حوالي نصفه من قبل حكومة باكستان . 
في عام 1993، أسست مؤسسة شاهين شركة شاهين للطيران .  كانت العمليات المبكرة لشركة الطيران محفوفة بالصعوبات، وتفاقمت بسبب خصم 50 في المائة على الأجرة للضباط العسكريين المتقاعدين والعاملين وتكاليف التشغيل المرتفعة بسبب العدد المحدود من الطائرات المستأجرة . 
في عام 1995، أسست مؤسسة شاهين شركة شاهين للتأمين في مشروع مشترك مع شركة التأمين الجنوب أفريقية، مجموعة هولارد ، والتي كانت تمتلك حصة 30 في المائة.  وفي وقت لاحق، أبدت إدارة هولارد عدم رضاها عن الاستثمار، مشيرة إلى الفساد باعتباره عائقًا رئيسيًا أمام نجاح استثماراتها.  تمت إدارة مفاوضات هذه الشراكة بشكل خاص على أساس فردي من قبل ضابط بالوكالة في القوات الجوية الباكستانية، والذي تم توظيفه من قبل الشركة بعد تقاعده. 
وفي وقت لاحق، أنشأت مؤسسة شاهين قناة الراديو أف أم-100 وشبكة التلفزيون الفضائية أس بي باي-TV، بمساعدة آصف علي زرداري ومساعده المقرب.  وقد شاب هذه الأعمال اتفاقيات مثيرة للجدل أدت إلى خسائر مالية للمؤسسة.  في عام 2000 م، قدمت المؤسسة شكوى قانونية إلى لجنة الأوراق المالية والبورصة الباكستانية بموجب المادة 263 من قانون الشركات، زاعمة حدوث انتهاكات لشروط الاتفاقية من قبل أحد المساهمين الرئيسيين.  

## الشركات التابعة

### شركات مُدرجة
- شركة شاهين للتأمين [7]

### شركات غير مدرجة
- راديو أف إم 100 [8]
- خدمات مطار شاهين [9]
- كلية طيران شرطة جنوب إفريقيا [10]
- شاهين للتجارة الجوية [11]
- شاهين نيتوير [12]
- شاهين سبلاش [13]
- مجمع شاهين، كراتشي [14]
- مجمع شاهين، لاهور [15]
- خدمات شاهين الطبية [16]
- مؤسسة شاهين للخدمات الأمنية [17]
- وكالة شاهين للتوظيف في الخارج [18]
- النسر للإعلان [19]
- نظام مدرسة فازايا للتعليم الاجتماعي [20]
- الحمراء (إسلام آباد)
- النسر الجوي [21]
- أكاديمية النسر الجوي للطيران [22]
- مشاريع إسكان فزاع [23]
- مشروع شاهين للرعاية السكنية، بيشاور. [24] [25] [26]
- شاهين للطيران الدولي [27] (سابقًا)
- سامروك [28]

## أنظر أيضاً
- الحمراء
- مؤسسة فوجي